# NGC 1819
NGC 1819 (другие обозначения — UGC 3265, MCG 1-14-2, MK 1194, ZWG 421.4, IRAS05091+0508, PGC 16899) — линзообразная галактика (SB0) в созвездии Орион.
Этот объект входит в число перечисленных в оригинальной редакции «Нового общего каталога».
В галактике вспыхнула сверхновая SN 2005el типа Ia, её пиковая видимая звездная величина составила 16,0.
Галактика NGC 1819 входит в состав группы галактик NGC 1819. Помимо NGC 1819 в группу также входят IC 412, IC 413, UGC 3294 и UGC 3296.
В галактике наблюдается повышенное ультрафиолетовое излучение, и потому её относят к галактикам Маркаряна. Причиной является всплеск звездообразования из-за взаимодействия с соседними галактиками.